# Primer ministro de Groenlandia
El primer ministro de Groenlandia (en groenlandés: Naalakkersuisut siulittaasuat; en danés: Landsstyreformand) es el jefe de Gobierno autónomo de Groenlandia, nación constituyente del reino de Dinamarca. Es generalmente el líder del partido político o coalición que cuenta con la mayoría de los asientos en el Parlamento de Groenlandia. 
El cargo tiene su origen en la ley de autonomía de 1979. Esta otorgaba a Groenlandia una autonomía limitada, con un poder legislativo propio que asumía el control de algunas políticas internas, mientras que el Parlamento de Dinamarca mantenía el control total de las políticas exteriores, la seguridad y los recursos naturales. La ley entró en vigor el 1 de mayo de 1979. En junio de 2009 se introdujo la ley de autogobierno de Groenlandia.
El actual primer ministro groenlandés es Jens Frederik Nielsen, desde el 7 de abril de 2025.

## Características
El primer ministro es elegido de forma indirecta por el parlamento groenlandés para un mandato de cuatro, sin límite para su renovación. La sede del primer ministro se encuentra en Nuuk, la capital de la región.
Según la ley de autogobierno de Groenlandia de 2009, el poder ejecutivo en la isla corresponde al alto comisionado (representante de la Corona) y al primer ministro. Entre sus atribuciones estarían relacionadas con la administración del gobierno local, asuntos culturales y de educación, tráfico, asuntos religiosos, el sistema de salud o recientemente algunos aspectos de la administración de los recursos naturales.
El primer ministro encabeza el gabinete compuesto por los ministros de cada ramo, nombrados por el primer ministro y responsables ante el parlamento groenlandés.

## Relaciones con el gobierno danés
La Corona y el gobierno danés está representada a través del Alto Comisionado. El Gobierno de Groenlandia notifica al Alto Comisionado todos los estatutos y reglamentos adoptados por el Parlamento de Groenlandia (Inatsisartut) y cualquier otra legislación general elaborada por el Gobierno de Groenlandia. Además, el Gobierno de Groenlandia puede solicitar al Alto Comisionado que participe en negociaciones dentro de las instituciones groenlandesas.
Actualmente las competencias de asuntos exteriores, seguridad y política financiera siguen permaneciendo a Dinamarca. No obstante según la ley de autogobierno,  algunos temás podrán decidirse mediante la cooperación entre el Gobierno Autónomo y el Folketing. Estos asuntos incluyen, entre otros: política exterior y de defensa, policía y tribunales, y moneda.

## Lista de primeros ministros (desde 1979)
| #                                 | Nombre                         | Nombre | Nombre                          | Inicio                   | Final                    | Partido           | Elecciones          | Alto Comisionado                 | Monarca                          | Monarca                  |
| --------------------------------- | ------------------------------ | ------ | ------------------------------- | ------------------------ | ------------------------ | ----------------- | ------------------- | -------------------------------- | -------------------------------- | ------------------------ |
| Nación constitiyente de Dinamarca |                                |        |                                 |                          |                          |                   |                     |                                  |                                  |                          |
| 1.º                               |                                |        | Jonathan Motzfeldt (1938-2010)  | 1 de mayo de 1979        | 18 de marzo de 1991      | Siumut            | 1979 1983 1984 1987 | Torben Hede Pedersen (1979-1992) | Torben Hede Pedersen (1979-1992) | Margarita II (1972-2024) |
| 2.º                               |                                |        | Lars-Emil Johansen (n. 1946)    | 18 de marzo de 1991      | 19 de septiembre de 1997 | Siumut            | 1991 1995           | Torben Hede Pedersen (1979-1992) | Torben Hede Pedersen (1979-1992) | Margarita II (1972-2024) |
| 2.º                               | Steen Spore (1992-1995)        |        | Lars-Emil Johansen (n. 1946)    | 18 de marzo de 1991      | 19 de septiembre de 1997 | Siumut            | 1991 1995           |                                  |                                  | Margarita II (1972-2024) |
| 2.º                               | Gunnar Martens (1995-2002)     |        | Lars-Emil Johansen (n. 1946)    | 18 de marzo de 1991      | 19 de septiembre de 1997 | Siumut            | 1991 1995           |                                  |                                  | Margarita II (1972-2024) |
| 3.º                               |                                |        | Jonathan Motzfeldt (1938-2010)  | 19 de septiembre de 1997 | 14 de diciembre de 2002  | Siumut            | 1999                |                                  |                                  | Margarita II (1972-2024) |
| 3.º                               | Peter Lauritzen (2002-2005)    |        | Jonathan Motzfeldt (1938-2010)  | 19 de septiembre de 1997 | 14 de diciembre de 2002  | Siumut            | 1999                |                                  |                                  | Margarita II (1972-2024) |
| 4.º                               |                                |        | Hans Enoksen (n. 1956)          | 14 de diciembre de 2002  | 12 de junio de 2009      | Siumut            | 2002 2005           |                                  |                                  | Margarita II (1972-2024) |
| 4.º                               | Søren Hald Møller (2005-2011)  |        | Hans Enoksen (n. 1956)          | 14 de diciembre de 2002  | 12 de junio de 2009      | Siumut            | 2002 2005           |                                  |                                  | Margarita II (1972-2024) |
| 5.º                               |                                |        | Kuupik Kleist (n. 1958)         | 12 de junio de 2009      | 5 de abril de 2013       | Inuit Ataqatigiit | 2009                |                                  |                                  | Margarita II (1972-2024) |
| 5.º                               | Mikaela Engell (2011-2022)     |        | Kuupik Kleist (n. 1958)         | 12 de junio de 2009      | 5 de abril de 2013       | Inuit Ataqatigiit | 2009                |                                  |                                  | Margarita II (1972-2024) |
| 6.º                               |                                |        | Aleqa Hammond (n. 1965)         | 5 de abril de 2013       | 30 de septiembre de 2014 | Siumut            | 2013                |                                  |                                  | Margarita II (1972-2024) |
| 7.º                               |                                |        | Kim Kielsen (n. 1966)           | 30 de septiembre de 2014 | 23 de abril de 2021      | Siumut            | 2014 2018           |                                  |                                  | Margarita II (1972-2024) |
| 8.º                               |                                |        | Múte Bourup Egede (n. 1987)     | 23 de abril de 2021      | 7 de abril de 2025       | Inuit Ataqatigiit | 2021                |                                  |                                  | Margarita II (1972-2024) |
| 8.º                               | Julie Præst Wilche (2022-act.) |        | Múte Bourup Egede (n. 1987)     | 23 de abril de 2021      | 7 de abril de 2025       | Inuit Ataqatigiit | 2021                |                                  |                                  | Margarita II (1972-2024) |
| 8.º                               | Federico X (2024-act.)         |        | Múte Bourup Egede (n. 1987)     | 23 de abril de 2021      | 7 de abril de 2025       | Inuit Ataqatigiit | 2021                |                                  |                                  |                          |
| 9.º                               |                                |        | Jens Frederik Nielsen (n. 1991) | 7 de abril de 2025       | En el cargo              | Demokraatit       | 2025                |                                  |                                  |                          |